# Acide paratoluènesulfonique
Pour les articles homonymes, voir APTS.
L'acide paratoluènesulfonique (APTS) ou acide tosylique est un composé organique de formule brute C7H8O3S. Constitué d'un cycle benzénique substitué par un groupe méthyle (toluène) et un groupe acide sulfonique en position 1,4, c'est l'un des trois isomères de l'acide toluènesulfonique, le composé para. Il se présente sous la forme d'un solide blanc soluble dans l'eau, les alcools et les autres solvants polaires. Avec l'écriture abrégée Ts ou Tos pour désigner le groupe tosyle de formule CH3C6H4SO2−, la formule de l'APTS se note en condensé TsOH (ou TosOH). Il se trouve généralement sous forme monohydratée dont la formule est TsOH·H2O.
Comme les autres acides sulfoniques l'APTS est un acide organique fort. En comparaison il est environ un million de fois plus fort que l'acide benzoïque, un autre acide organique courant. De plus c'est l'un des rares acides forts qui se présente sous forme solide dans les conditions expérimentales « habituelles » ce qui peut faciliter certaines manipulations.

## Préparation
À l'échelle industrielle l'APTS s'obtient par sulfonation aromatique du toluène. Les sous-produits de cette réaction sont notamment l'acide sulfurique et l'acide benzènesulfonique. L'APTS est ensuite purifié par recristallisation en solution aqueuse, puis il est déshydraté par distillation en présence de toluène qui forme avec l'eau un hétéroazéotrope et l'entraîne.

## Réactions
L'APTS s'hydrolyse en toluène lorsqu'il est chauffé en solution aqueuse acide : CH3C6H4SO3H + H2O → C6H5CH3 + H2SO4.
Chauffé en présence de pentoxyde de phosphore (P4O10), l'APTS se déshydrate en anhydride paratoluènesulfonique.

## Utilisations
En synthèse organique l'APTS est typiquement employé comme catalyseur acide. Contrairement à l'acide sulfurique il ne présente pas de caractère oxydant et peut avantageusement le remplacer lorsque la solubilité en phase organique est recherchée. De plus, sa base conjuguée l'anion tosylate (TsO−) n'est pas nucléophile ce qui limite les réactions secondaires.
Les réactions suivantes peuvent bénéficier d'une catalyse acide par l'APTS :
- estérification des acides carboxyliques
- transestérification des esters
- acétalisation des aldéhydes
- etc.